# What U Need?
"What U Need?" (estilizado como what U need?) (em chinês:  你要什么) é uma canção gravada pelo artista musical chinês Lay (Zhang Yixing). Foi lançada como single de seu extended play de estreia, Lose Control, em 7 de outubro de 2016 pela S.M. Entertainment como um presente de aniversário para seus fãs.

## Antecedentes e lançamento
Produzida por Lay e Devine Channel, "what U need?" é descrita como uma canção Pop-R&B com letras sobre ser oprimido por um ente querido. A canção marca sua estreia oficial como artista solo, sendo lançada em 7 de outubro de 2016 como primeiro single de seu mini-álbum Lose Control, lançado em 28 de outubro do mesmo ano.

## Vídeo musical
O vídeo musical de "what U need?" foi lançado em 7 de outubro de 2016 (KST), no canal oficial no YouTube da S.M. Entertainment.

## Performances ao vivo
Lay performou a canção pela primeira vez em 9 de outubro de 2016 no Asia Song Festival em Busan, Coreia do Sul.

## Lista de faixas
| N.º | Título                    | Letras                | Música                            | Aranjo                            | Duração |  |
| 1.  | "what U need?" (你要什么) | Lay (Zhang Yixing) CC | Lay (Zhang Yixing) Devine-Channel | Lay (Zhang Yixing) Devine-Channel | 03:55   |  |

## Recepção
A canção alcançou o número um no gráfico musical Alibaba em tempo real na China por três semanas consecutivas. O single e o vídeo musical apareceram no topo da lista de músicas da China, Hong Kong, Japão, Malásia, Tailândia, Reino Unido, Turquia, Canadá e Estados Unidos.
A canção alcançou a #4 posição no China V Chart, bem como no Billboard's World Digital Songs. Também foi classificada como No.1 no Alibaba Year-End Top 40 Music Chart para 2016, além de ficar no No.45 no Xiami's Top 100 Most Popular Singles de 2016 na China.

## Gráficos
| Gráfico (2016)                     | Melhores posições |
| ---------------------------------- | ----------------- |
| Chinese Singles (Alibaba)          | 1                 |
| Chinese Singles (Billboard)        | 4                 |
| South Korean singles (Gaon)        | —                 |
| US World Digital Songs (Billboard) | 4                 |

## Vendas
| Gráfico                            | Vendas |
| ---------------------------------- | ------ |
| South Korean download sales (Gaon) | 4,242+ |

## Histórico de lançamento
| Região        | Data                 | Formato(s)       | Gravadora(s)                           |
| ------------- | -------------------- | ---------------- | -------------------------------------- |
| Mundialmente  | 7 de outubro de 2016 | Download digital | Zhang Yixing Studio S.M. Entertainment |
| China         | 7 de outubro de 2016 | Download digital | Zhang Yixing Studio S.M. Entertainment |
| Coreia do Sul | 7 de outubro de 2016 | Download digital | S.M. Entertainment KT Music            |